# Niżnij Azjał
Niżnij Azjał (ros. Нижний Азъял) – wieś (dieriewnia) w Rosji, w Mari El, w rejonie wołżskim. W 2010 liczyła 195 mieszkańców.